# LAK-12 «Lietuva»
LAK-12 «Lietuva» — литовский одноместный планер, разработанный и производившийся на Экспериментальном заводе спортивной авиации (ЭЗСА), позже переформированной в частную компанию Sportinė aviacija.

## История
Планер LAK-12 был разработан Экспериментальным заводом спортивной авиации в 1970-е годы и предназначался для участия во внутренних и международных соревнованиях.

## Описание конструкции
LAK-12 — спортивный планер открытого класса.

## Тактико-технические характеристики
Источник данных: http://www.airwar.ru/enc/glider/lak12.html

Технические характеристики
- Экипаж: 1
- Длина: 7,23 м
- Размах крыла: 20,42 м
- Высота: 1,92 м
- Масса пустого: 360 кг
- Максимальная взлётная масса: 650 кг

Лётные характеристики

## Аварии и катастрофы
5 мая 2018 года, около 13:22 по местному времени, борт LY-GCW, после его буксировки из аэродрома Поцюнай бортом PZL-104 Wilga-35A LY-BHK, разбился в лесу недалеко от аэродрома. Согласно отчёту комиссии, буксировавший самолёт не набрал требуемой скорости и высоту, поэтому пилот планера хотел отцепить LAK-12 от «Вильги» и вернуться на аэродром, но планер не долетел и разбился в лесу возле аэродрома. Пилот планера получил незначительные травмы, LAK-12 LY-GCW уничтожен без возможности восстановления, «Вильга» безопасно вернулась на аэродром Поцюнай.